# Robert Hughes (baloncesto)
Robert Hughes Sr. (Bristow, Oklahoma, 15 de mayo de 1928 - Fort Worth, Texas, 11 de junio de 2024) fue un entrenador de baloncesto de escuela secundaria estadounidense. Hughes fue el entrenador de baloncesto de escuela secundaria con más victorias de todos los tiempos en Estados Unidos desde el 11 de febrero de 2003 hasta el 7 de diciembre de 2010, y hasta junio de 2024, es el entrenador de baloncesto de escuela secundaria masculina con más éxito en los Estados Unidos con 1,333 victorias. Fue superado en victorias por Leta Andrews de Granbury High School en Granbury, Texas, quien acumuló un récord nacional de 1,416 victorias en su carrera en el baloncesto de escuela secundaria femenina antes de retirarse en 2014.

## Primeros años
Hughes se unió al Ejército después de la escuela secundaria. Con una estatura de 1.98 m (6 pies 6 pulgadas), fue reclutado para una unidad especial que solo jugaba baloncesto; fue el primer equipo integrado en el que Hughes jugó. Cuando dejó el Ejército, la Universidad Texas Southern le ofreció una beca de baloncesto. Jugando para el entrenador Edward H. Adams, Hughes fue un All-American en Southern. Comenzó a jugar para los Harlem Magicians en 1954, y fue seleccionado por los Boston Celtics como una elección suplementaria en el draft de la NBA de 1955, pero no hizo el equipo. Hughes regresó a los Magicians en 1955, y conoció a su esposa, Jacquelyne Johnson, mientras jugaba en un torneo en Memphis, pero una ruptura del tendón de Aquiles más tarde esa temporada lo obligó a dejar de jugar baloncesto. Regresó a su hogar en Oklahoma y asistió a la Universidad de Tulsa, graduándose en 1957.

## Carrera como entrenador
Hughes fue contratado por Douglas Aircraft como mecánico después de graduarse de Tulsa, y trabajó allí hasta que su antiguo entrenador en Texas Southern llamó para preguntarle si alguna vez había considerado entrenar. Hughes no estaba inicialmente interesado, pero Adams insistió y Hughes fue contratado en la I. M. Terrell High School, en Fort Worth, Texas (una escuela secundaria totalmente afroamericana) durante la segregación. Hughes llevó a Terrell a tres campeonatos estatales de la PVIL y a un subcampeonato en los cinco años de 1963 a 1967.
Después de que terminó la segregación y se cerró la I. M. Terrell en 1973, Hughes comenzó a entrenar en la Dunbar High School en el Distrito Escolar Independiente de Fort Worth. En Dunbar, Hughes ganó dos títulos estatales, terminó como subcampeón estatal tres veces y llevó al equipo a la final cuatro en 12 ocasiones entre 1977 y 2003, incluidas diez finales en los 17 años entre 1977 y 1993. En 32 temporadas en Dunbar, Hughes tuvo solo un entrenador asistente, Leondas Rambo, quien se retiró junto con Hughes en 2005.
Entre Terrell y Dunbar, Hughes ganó cinco títulos estatales de baloncesto y se retiró en 2005 como el entonces entrenador de baloncesto de escuela secundaria con más victorias, superando a Morgan Wootten en 2003. "Si no puedes trabajar duro y dar lo mejor, probablemente necesites irte a casa con tu mamá," era una frase que Hughes solía decir a sus jugadores.

## Vida personal
La esposa de Hughes durante 57 años, Jacquelyne Sue Johnson Hughes, falleció el 1 de julio de 2014.
El hijo de Hughes, Robert Hughes Jr., asumió las funciones de entrenador principal en Dunbar después de que Hughes Sr. se retirara en 2005, y en junio de 2024, es el entrenador en Dunbar High School. Tiene dos hijas. Una, Carlye J. Hughes, fue ordenada como la 11.ª obispa episcopal de Newark en septiembre de 2018. Otra hija, Robin L. Hughes, fue nombrada decana de la Escuela de Educación, Salud y Comportamiento Humano de la Universidad del Sur de Illinois en Edwardsville en julio de 2019.
Hughes residía en el vecindario Stop Six del sureste de Fort Worth. Falleció en Fort Worth el 11 de junio de 2024, a la edad de 96 años.

## Salones de la fama y premios
Hughes fue elegido para el Salón de la Fama del Baloncesto Naismith Memorial el 31 de marzo de 2017. Otros salones de la fama incluyen: el Salón de la Fama del Baloncesto de Texas (1993), el Salón de la Fama del Baloncesto de la Escuela Secundaria (2003), el Salón de la Fama del Deporte de Texas (2003) y el Salón de la Fama del Deporte Afroamericano de Texas (2013).
Hughes fue seleccionado como Entrenador Nacional del Año de la Escuela Secundaria por la NHSCA en 2003, y recibió el Premio a la Trayectoria de Morgan Wootten del Salón de la Fama del Baloncesto Naismith Memorial en 2010.

## Cultura popular
En anticipación a la inducción de Hughes en el Salón de la Fama del Baloncesto Naismith Memorial, el cineasta y exjugador de baloncesto de Dunbar, Mike Byars, creó un documental de largometraje titulado 5700 Ramey Ave: The Story of Robert Hughes para relatar la carrera de Hughes.